# Província de Sardenya del Sud
La província de Sardenya del Sud és una província que forma part de la regió autònoma de Sardenya a Itàlia. La seva capital és Carbònia de manera provisional.
Es va crear al 2016 amb la unió de les províncies del Campidano Mitjà, Carbònia-Esglésies i bona part de la província de Càller. També s'hi va afegir els municipis de Seui (província d'Ogliastra) i Genoni (província d'Oristany).
La província ocupa la part meridional de Sardenya, i limita al sud amb la ciutat metropolitana de Càller, al nord-est amb la província de Nuoro i al nord-oest amb la província d'Oristany.
Té una àrea de 6.530 km², i una població total de 357.071 hab. (2016). Hi ha 107 municipis a la província.

## Municipis
- De la província de Carbònia-Esglésies (tots 23): Buggerru, Calasetta, Carbònia, Carloforte, Domusnovas, Fluminimaggiore, Giba, Gonnesa, Esglésies, Masainas, Musei, Narcao, Nuxis, Perdaxius, Piscinas, Portoscuso, San Giovanni Suergiu, Sant'Anna Arresi, Sant'Antioco, Santadi, Tratalias, Villamassargia, Villaperuccio.
- De la província del Campidano Mitjà (tots 28): Arbus, Barumini, Collinas, Furtei, Genuri, Gesturi, Gonnosfanadiga, Guspini, Las Plassas, Lunamatrona, Pabillonis, Pauli Arbarei, Samassi, San Gavino Monreale, Sanluri, Sardara, Segariu, Serramanna, Serrenti, Setzu, Siddi, Tuili, Turri, Ussaramanna, Villacidro, Villamar, Villanovaforru, Villanovafranca.
- De la província de Càller (54 de 71): Armungia, Ballao, Barrali, Burcei, Castiadas, Decimoputzu, Dolianova, Domus de Maria, Donori, Escalaplano, Escolca, Esterzili, Gergei, Gesico, Goni, Guamaggiore, Guasila, Isili, Mandas, Monastir, Muravera, Nuragus, Nurallao, Nuraminis, Nurri, Orroli, Ortacesus, Pimentel, Sadali, Samatzai, San Basilio, San Nicolò Gerrei, San Sperate, San Vito, Sant'Andrea Frius, Selegas, Senorbì, Serdiana, Serri, Seulo, Siliqua, Silius, Siurgus Donigala, Soleminis, Suelli, Teulada, Ussana, Vallermosa, Villanova Tulo, Villaputzu, Villasalto, Villasimius, Villasor, Villaspeciosa.
- De la província d'Ogliastra: Seui.
- De la província d'Oristany: Genoni.